# مارتا باک
مارتا باک (اسپانیایی: Marta Bach‎؛ زادهٔ ۱۷ فوریهٔ ۱۹۹۳) بازیکن واترپلو اهل اسپانیا است.